# Sedulio Escoto
Sedulio Escoto ( - † 858), poeta, teólogo, filósofo, gramático y escritor irlandés, a quien no hay que confundir con el poeta Sedulio.

## Biografía
Casi nada se sabe de sus primeros y últimos años. Obtuvo en su natal Irlanda una excelente formación, que incluía el dominio del verso latino clásico. Compuso más de ochenta poemas de estilo muy personal y en los más variados metros donde se dejan sentir reminiscencias de los paganos Virgilio, Cicerón, Horacio, Ovidio junto a recuerdos de la Biblia, Lactancio, Juvenco y Venancio Fortunato. Quizá las frecuentes incursiones vikingas (de las que hay ecos en su oda De strage Normannorum) le llevaron entre 840 y 850 a trasladarse al continente por la misma época que Juan Escoto, aunque también es posible que fuera llamado por el intento de renovación cultural auspiciado por Carlomagno, el conocido como Renacimiento carolingio; se estableció en Lieja. El obispo Hartgaire o Hatgar (840 - 855) y su sucesor Francón lo acogieron y quizá le retuvieron allí como profesor en la escuela de San Lamberto o Saint Lambert, aunque lo más probable es que fuera a la corte, donde destacó como poeta áulico ensalzando a los emperadores Lotario I, Carlos el Calvo y Luis el Germánico y a dignatarios eclesiásticos como Advencio, obispo de Metz, y a nobles como el conde Everardo del Friul.
Poseía el griego, aunque no en el grado que Juan Escoto Eriúgena y, como éste, su saber era enciclopédico. Comentó a los gramáticos Donato (no sólo su Ars maior, sino el minor), Prisciano y el discípulo de Prisciano Eutigio (Ars de verbo). Explicó la Isagogé de Porfirio y, como exegeta, escribió un Collectaneum in epistolas Pauli. También nos ha legado dos copias autógrafas en el Salterio griego (Bibl. del Arsenal de París, n° 8.047) y las Epístolas de San Pablo en griego (Biblioteca Real de Dresde, codex boernerianus: A,145,b). Compuso como escritor político un speculum principis o espejo de príncipes para Lotario II de Lotaringia, el De rectoribus christianis, en prosimetra (mezcla de prosa y verso). Otras obras suyas son las Explanatiumculae o pequeños comentarios exegéticos al Nuevo Testamento y la Expositio in epistola Hieronimi ad Damasum.